# Edifici de la Facultat de Medicina (València)
L'edifici de la Facultat de Medicina és la seu de dit centre educatiu pertanyent a la Universitat de València situat al Campus de Blasco Ibáñez i construït entre els anys 1913 i 1935 amb disseny original de l'arquitecte José Luis de Oriol i direcció d'obra d'Alfonso Fungairiño i Luis Albert.
L'edifici està catalogat com a Bé immoble de rellevància local des de 2014.

## Història
La construcció d'aquest edifici destinat a l'ús docent parteix de la necessitat de dotar d'unes noves instal·lacions per a la Facultat de Medicina que anteriorment tenia la seu en l'edifici ja desaparegut del carrer Guillem de Castro, en el recinte de l'Antic Hospital General.

### Projecte d'Oriol
A les primeries del segle xx sorgeix el projecte de construcció d'una "Ciutat Universitària de València" en l'anomenat passeig de "València al Mar", posteriorment conegut com avinguda de Vicente Blasco Ibáñez. L'arquitecte José Luis de Oriol va fer el primer disseny d'aquest nou campus que incloïa la nova Facultat de Medicina amb un Hospital Clínic adjunt i l'edifici de la Facultat de Ciències (actualment Rectorat de la Universitat). L'any 1913 es va realitzar un acte de col·locació de la primera pedra i s'inicien les obres l'any 1918 amb un projecte de disseny neobarroc d'Oriol.
Les obres patiren diversos entrebancs que retardaven el desenvolupament de la construcció. Mostra d'això és la vaga de treballadors de la construcció que l'any 1932 es tancaren dins de l'edifici fins al seu desallotjament forçós ordenat pel Governador Civil.

### Projecte de Fungairiño
Amb l'arribada de la II República espanyola es reprèn el projecte de la mà dels rectors Mariano Gómez i Joan Peset Aleixandre. Alfonso Fungairiño reemplaça a Oriol al capdavant de l'obra i fa un replantejament de tot plegat per a reiniciar les obres l'any 1934. Gairebé un any més tard la nova facultat està construïda i es preveu l'inici de l'activitat docent per al curs 1936-1937 però la Guerra Civil trunca aquesta idea. El nou edifici serà utilitzat com a Hospital Militar. La nova facultat no va poder iniciar l'activitat en el nou edifici fins a l'any 1949, 10 anys després d'haver acabat la guerra, i fins al 1952 va haver de compartir espais amb l'Hospital Militar.
L'any 1960 s'inaugura un nou pavelló d'especialitats, annex a l'edifici de la facultat i actualment ocupat per l'Hospital Clínic, i 5 anys després s'amplià amb el pavelló sud.

## Edifici
L'edifici presenta un estil poc definit donat que el període constructiu es perllonga en el temps i es produeix un canvi en l'autoria. L'element destacat és la grandiloqüència constructiva i la monumentalitat, seguint el patró del veí edifici del Rectorat.
La Facultat de Medicina presenta una planta simètrica i esquema compositiu de palau barroc, presenta gran portada al capdavant de l'avinguda, amb escalinata d'accés i buit partit per pilastres clàssiques i rematat amb timpà semicircular, on se situa una gran figura femenina de l'escultor José Terencio, al·legoria de l'Ars Medendi. En el cos central, amb accés des del gran vestíbul, es localitza l'Aula Magna.
L'arquitecte Alfonso Fungairiño, que s'havia caracteritzat per un estil Modern en les seus obres, respecta la línia marcada pel projecte original i manté els elements clàssics dotant a l'edifici d'un aspecte sobri i monumental.

## Galeria d'imatges

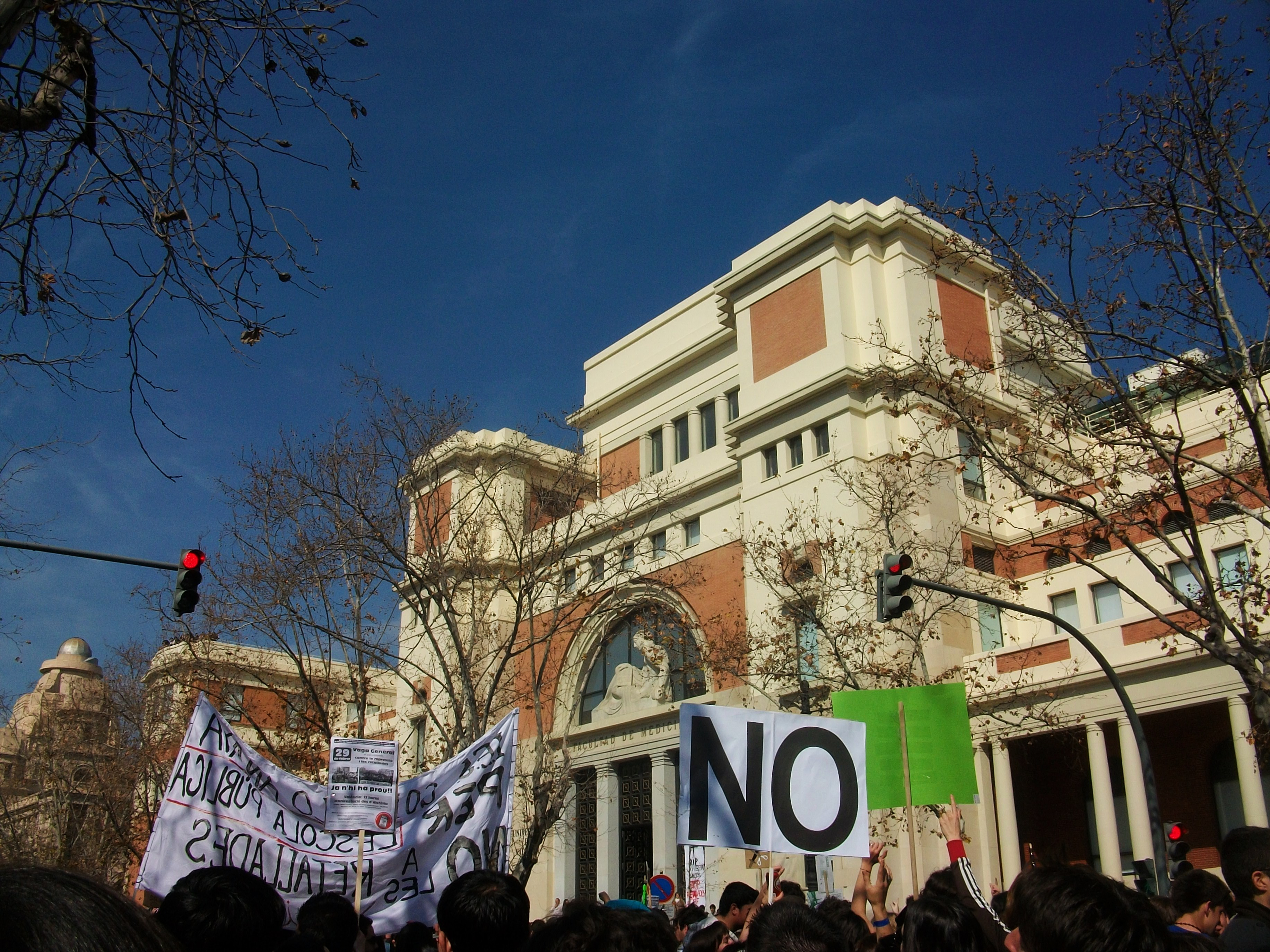
Façana principal, amb una manifestació a les portes
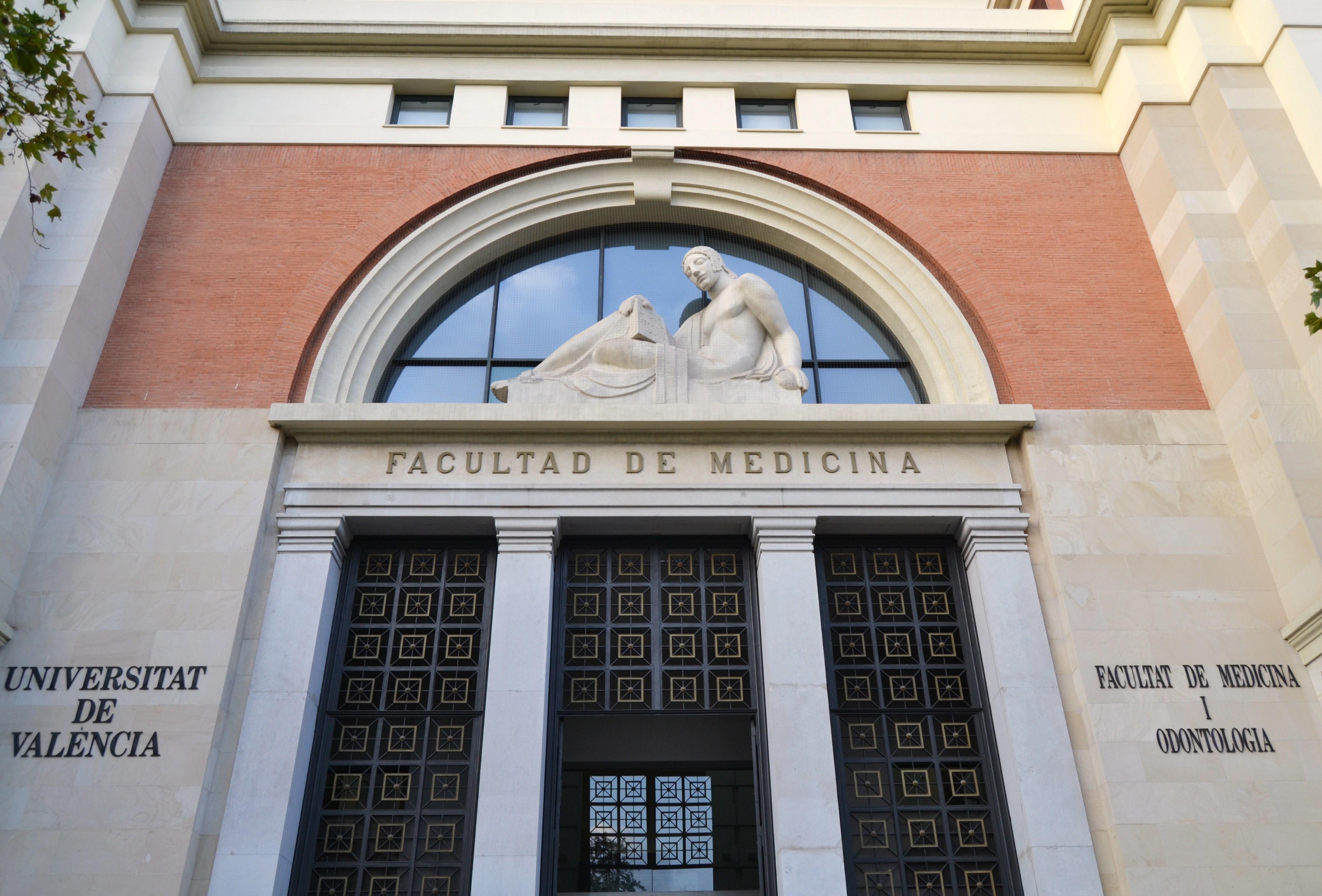
Porta d'entrada a la Facultat
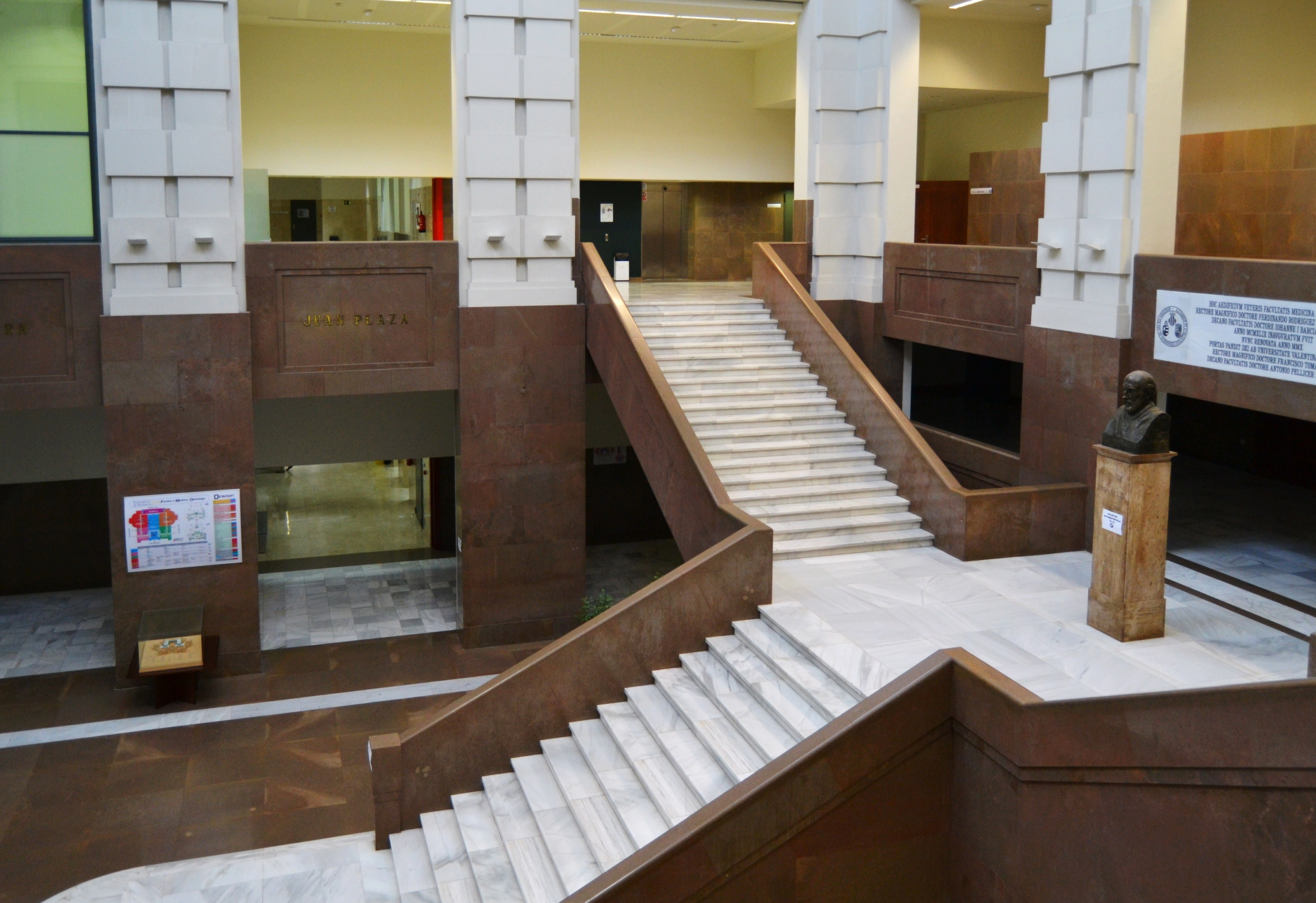
Escales del vestíbul